# Spannrahmen

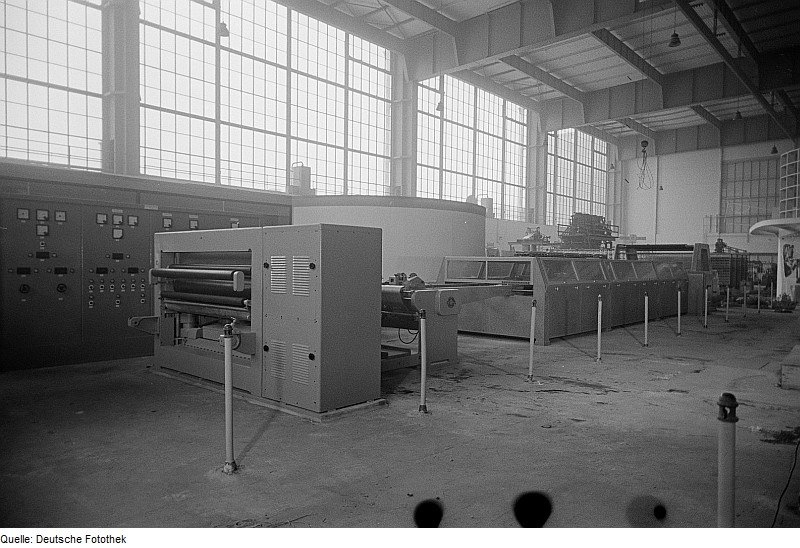
Spannrahmen

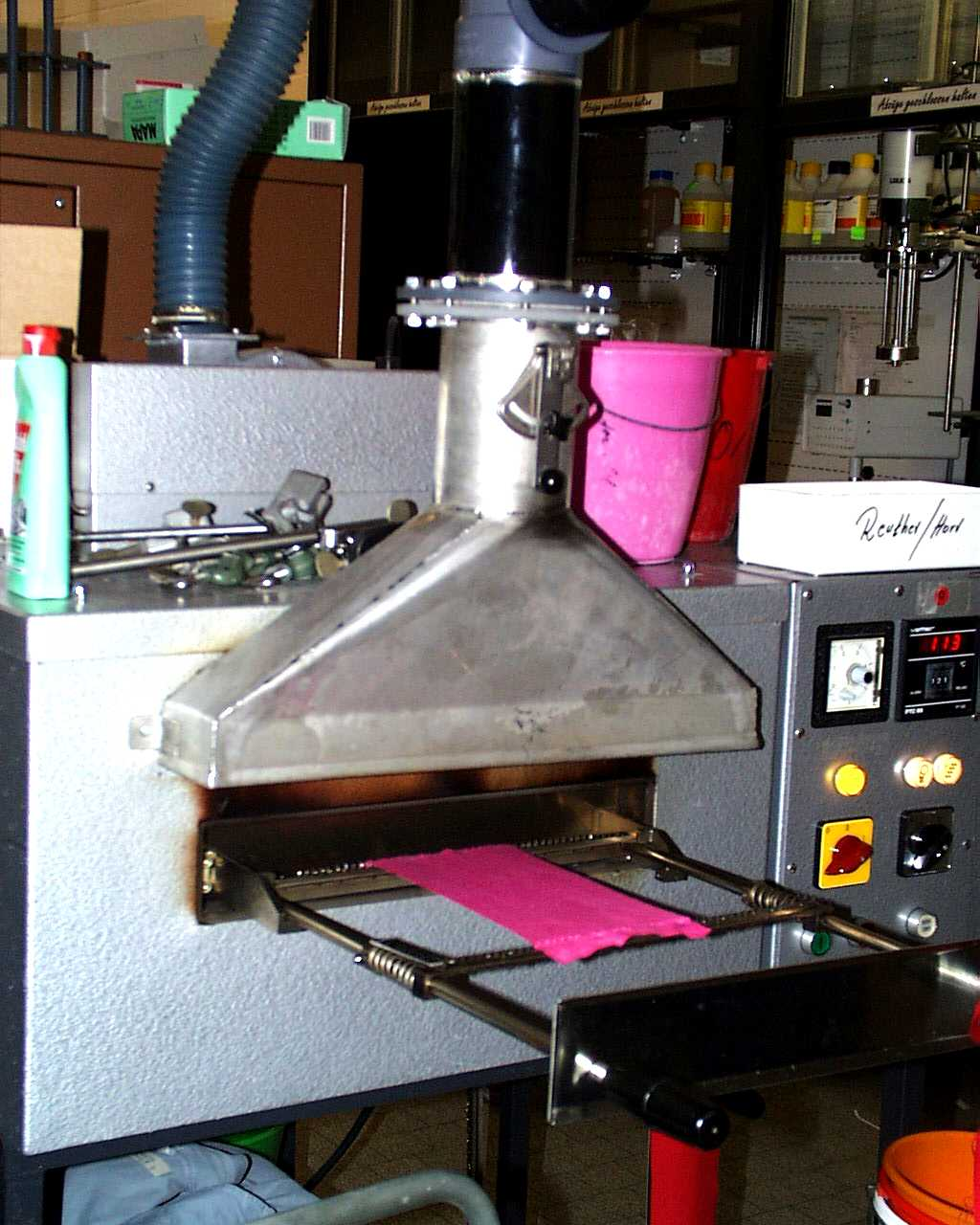
Laborspannrahmen zum Trocknen einer Probe

Ein Spannrahmen ist eine Textilmaschine im Bereich der Textilveredelung zur Wärmebehandlung von Geweben und Gewirken in breiter Form.
Nach Nassbehandlungen von Textilgewebe (z. B. Walken) wurden vormals Trockenrahmen in Form einfacher Holzgestelle verwendet. Solche Trockenrahmen  werden außerdem für das Trocknen von Fellen gebraucht.

## Funktion
Spannrahmen übernehmen nicht nur das Trocknen von Textilien, sondern geben der Ware durch Spannen und Fixierung mit Heißluft ihre endgültige Breite. Mit ihnen kann das Flächengewicht durch das Zusammenspiel von Spannen und Voreilung beeinflusst werden. Durch den Einbau von Richtgeräten werden Verzüge korrigiert.

## Verfahren
Das textile Gut wird durch die sogenannten Felder des Spannrahmens gefahren, wo es mit erhitzter Luft über- bzw. durchströmt wird. Ein Spannrahmen hat i. d. R. 6 bis 10 Felder, die im Allgemeinen 3 m lang sind. Innerhalb der Felder können unterschiedliche Temperaturen eingestellt werden. So kann in einem Spannrahmen das textile Gut nicht nur getrocknet, sondern auch zur Fixierung von Farbstoff wärmebehandelt werden. Trocknungsprozesse benötigen eine geringere Temperatur als Fixierungen.
Der Transportmechanismus des Textils durch den Spannrahmen erfolgt mit Ketten, die an den beiden Seiten des Spannrahmens liegen. Die Textilbahn wird durch Nadeln oder Kluppen auf diesen Ketten befestigt. Spannrahmen können als Aggregat auch in der Textilbeschichtung für elastische Textilien eingesetzt werden.

## Heizung
Spannrahmen können beheizt werden mit:
- direkter Gasheizung
- indirekter Gasheizung
- Thermalölheizung
- indirekter Dampfheizung
- Elektroheizung
- kombinierte Systeme

Am gebräuchlichsten sind indirekte Gas- und Thermalölheizungen.

## Kombination mit anderen Maschinen
Einem Spannrahmen vorgeschaltet ist oftmals ein Foulard für den Auftrag von chemischen Präparationen oder Farbstoffen oder zur mechanischen Entwässerung mit dem Ziel, die Trocknungsdauer im Spannrahmen und damit den Energieverbrauch zu reduzieren. Zusätzlich werden oftmals Wärmerückgewinnungsanlagen zur Erwärmung der zugeführten Frischluft installiert, um Energie zu sparen.
Außerdem besitzen die meisten Spannrahmen ein Schussfadenrichtgerät, welches es ermöglicht, dass der Schussfaden im Gewebe gerade in die Anlage läuft. Dies geschieht mittels Sensoren und beweglichen Walzen.
Auch Rakel zum Auftragen einer Beschichtung kann man dort finden. Diese streichen die „cremeartige“ Beschichtung mittels eines Messers glatt und gleichmäßig auf dem Textilgut auf.